# Scymnomorphus
Scymnomorphus – rodzaj chrząszczy z rodziny biedronkowatych i podrodziny Microweiseinae. Obejmuje 42 opisane gatunki.

## Morfologia
Chrząszcze o drobnym, nie przekraczającym 1,5 mm długości, wyraźnie wysklepionym ciele. Ubarwienie miewają od jasnobrązowego do czarnego. Wierzch ciała porośnięty jest przemieszanymi włoskami bardzo krótkimi i długimi.
Poprzeczna głowa bywa wydłużona w ryjek. Oczy złożone są duże i nagie. Czułki zbudowane są z dziewięciu lub dziesięciu członów, z których dwa lub trzy ostatnie tworzą buławkę. Zwykle dłuższy od panewek czułkowych i wokół nich wykrojony frontoklipeus ma częściowe obrzeżenie po bokach. Bruzdy podczułkowe są krótkie. Obecne są ujścia gruczołu podpoliczkowego. Żuwaczki mają dobrze rozwinięte prosteki, pojedyncze guzki w pobliżu wierzchołkowej ⅓ krawędzi dośrodkowej i zredukowane powierzchnie molarne. Szczęki mają częściowe wciski na dźwigaczach głaszczków (palpiferach), a same głaszczki szczękowe o ostatnim członie stożkowato wydłużonym ze skośnie ściętym wierzchołkiem. Warga dolna ma podbródek bardzo wąski lub całkiem zanikły, dłuższą i szerszą od niego bródkę z głębokim wykrojeniem na wierzchołku, w którym to leży krótki przedbródek. Głaszczki wargowe są wąsko oddzielone. Długość niemal trójkątnej guli jest mniejsza niż jej szerokość i równa długości jamy przedgębowej.
Poprzeczne przedplecze ma wypukły dysk i wygrodzone od niego wyraźną linią lub listewką kąty przednie. Tarczka jest trójkątna. Pokrywy cechują się punktowaniem przynajmniej wzdłuż szwu tworzącym nieregularny szereg, a u niektórych gatunków rozpłaszczonymi brzegami bocznymi. Często boki pokryw wygrodzone są żeberkiem przedkrawędziowym biegnącym od kąta barkowego po ich wierzchołkową ⅓. Podgięcia pokryw są niekompletne, wąskie albo bardzo szerokie, pozbawione wcisków. U większości gatunków skrzydła tylnej pary są dobrze wykształcone. Silnie uwstecznione przedpiersie ma wąski, często żeberkowaty wyrostek międzybiodrowy. Śródpiersie jest krótkie, poprzeczne, o wyniesionej krawędzi przedniej. Poprzeczne, dłuższe od pierwszego wentrytu zapiersie ma pełne lub niepełne, opadające linie udowe. Odnóża charakteryzują się udami od smukłych po przysadziste, goleniami smukłymi, a stopami trójczłonowymi lub czteroczłonowymi, o bardzo słabo ząbkowanych pazurkach.
Odwłok ma sześć widocznych na spodzie sternitów (wentrytów), z których pierwszy jest dłuższy niż dwa następne razem wzięte, piąty ma lekko ściętą krawędź wierzchołkową, a szósty widoczny jedynie częściowo. Linie udowe na pierwszym wentrycie są niepełne lub pełne, o łukowatym przebiegu, a oprócz nich często obecne są linie dodatkowe. Pierwszy i drugi wentryt mogą być częściowo lub całkowicie zespolone ze sobą. Genitalia samca mają uwstecznione paramery, niesymetryczny i wydłużony płat środkowy fallobazy oraz długie, wąskie i zakrzywione prącie z dobrze widoczną kapsułą nasadową. Genitalia samicy cechują się bulwiastą i pośrodku przewężoną spermateką oraz walcowatym i spłaszczonym pokładełkiem z wydłużonymi stylikami o niezmodyfikowanych szczecinkach wierzchołkowych.

## Ekologia i występowanie
Rodzaj o zasięgu pantropikalnym, znany z krain etiopskiej, orientalnej, australijskiej i neotropikalnej.
Zarówno larwy, jak i owady dorosłe są drapieżnikami żerującymi na czerwcach (kokcydofagami).

## Taksonomia
Rodzaj ten wprowadził w 1897 roku Julius Weise. W 1901 roku Weise zaproponował dla niego nową nazwę, Scotoscymnus, błędnie sądząc, że poprzednia stanowi homonim wprowadzonej w 1892 roku przez Thomasa Blackburna nazwy Scymnomorpha. W 1962 roku Robert Pope wyznaczył Scymnomorphus rotundatus gatunkiem typowym omawianego rodzaju. W 1985 roku Helmut Fürsch zsynonimizował ze Scymnomorphus rodzaj Sukunahikona wprowadzony w 1960 roku przez Hiroyukiego Kamiyę, a w 2012 roku Hermes Escalona i Adam Ślipiński zsynonimizowali z nim rodzaje Orculus i Hikonasukuna; ten pierwszy opisany w 1931 roku przez Alberta Sicarda, a ten drugi w 1967 roku przez Hiroyukiego Sasajiego.
Do rodzaju tego należą 42 opisane gatunki:

- Scymnomorphus apterus (Gordon, 1977)
- Scymnomorphus australis (Chazeau, 1975)
- Scymnomorphus bicolor (Kamiya, 1965)
- Scymnomorphus bimaculatus Szawaryn, 2018
- Scymnomorphus castaneus (Sicard, 1931)
- Scymnomorphus colombianus (Gordon, 1977)
- Scymnomorphus cuspidatus Wang & Ren, 2012
- Scymnomorphus elongatus (Gordon, 1977)
- Scymnomorphus facetus (Gordon, 1977)
- Scymnomorphus fulvus Ślipiński & Tomaszewska, 2005
- Scymnomorphus glabripilosus (Fürsch, 1997)
- Scymnomorphus globosus (Gordon, 1977)
- Scymnomorphus hirtus Ślipiński & Tomaszewska, 2005
- Scymnomorphus isolateralis Wang & Ren, 2012
- Scymnomorphus japonicus (Reitter, 1889)
- Scymnomorphus kausi Szawaryn, 2018
- Scymnomorphus ker Ślipiński & Tomaszewska, 2005
- Scymnomorphus luteus Ślipiński & Tomaszewska, 2005
- Scymnomorphus magnopunctatus Wang & Ren, 2012
- Scymnomorphus maximus (Fürsch, 1997)
- Scymnomorphus minutus (Fürsch, 1974)
- Scymnomorphus monticola (Sasaji, 1967)
- Scymnomorphus niger Weise, 1897
- Scymnomorphus orchidion (Gordon, 1977)
- Scymnomorphus papuensis Szawaryn, 2018
- Scymnomorphus parvulus Weise, 1897
- Scymnomorphus perpusillus (Gordon, 1977)
- Scymnomorphus popei (Vazirani, 1982)
- Scymnomorphus prapawan (Chazeau, 1979)
- Scymnomorphus principensis Gomes Alves, 1961
- Scymnomorphus punctatissimus (Fürsch, 2003)
- Scymnomorphus punctipennis Weise, 1899
- Scymnomorphus pygmaeus (Gordon, 1977)
- Scymnomorphus rotundatus Weise, 1897
- Scymnomorphus stephensi (Gordon, 1977)
- Scymnomorphus storeyi Ślipiński & Tomaszewska, 2005
- Scymnomorphus subevanidus (Blackburn, 1895)
- Scymnomorphus triangularis (Gordon & Almeida, 1991)
- Scymnomorphus wagneri (Fürsch, 2001)
- Scymnomorphus xiaomengyangus Wang & Ren, 2012
- Scymnomorphus yadongensis Wang & Ren, 2012
- Scymnomorphus zeijsti (Chazeau, 1986)

Od 1960 roku do pierwszej dekady XXI wieku rodzaj tan klasyfikowano w plemieniu Sukunahikonini. W 2012 roku Hermes Escalona i Adam Ślipiński na podstawie wyników analiz filogenetycznych zrezygnowali z wyróżniania tego plemienia, a rodzaj Scymnomorphus umieścili wśród Microweiseini w obrębie podrodziny Microweiseinae. Według wyników tychże analiz Scymnomorphus zajmuje pozycję siostrzaną względem rodzaju Pharellus, tworząc z nim klad siostrzany dla rodzaju Paraphellus.